# Fintoag, Hunedoara
Fintoag este un sat în comuna Lăpugiu de Jos din județul Hunedoara, Transilvania, România.
Satul Fintoag face parte din comuna Lăpugiu de Jos. Este așezat în partea de nord-vest a județului, la o distanță de 50 km față de municipiul Deva. Teritoriul administrativ al comunei Lăpugiu de Jos se învecinează spre vest cu județul Timiș, la nord cu comuna Zam și Burjuc, la est cu comuna Dobra și la sud cu comuna Bătrâna. Comuna Lăpugiu de Jos este așezată în culoarul depresionar Mureș-Beghei, între marginea vestică a Munților Poiana Ruscă și Podișul Beghei. În prezent din comuna Lăpugiu de Jos fac parte satele: Lăpugiu de Jos, Lăpugiu de Sus, Fintoag, Teiu, Lăsău, Grind, Coșești, Holdea și satul Baștea, astăzi depopulat în totalitate. Teritoriul cadastral al satului Fintoag se învecinează cu terenurile aparținând satelor Coșești, Ohaba, Lăpugiu de Jos, Lăsău, Tisa și satele Coșteiu și Coșevița, aparținând județului Timiș

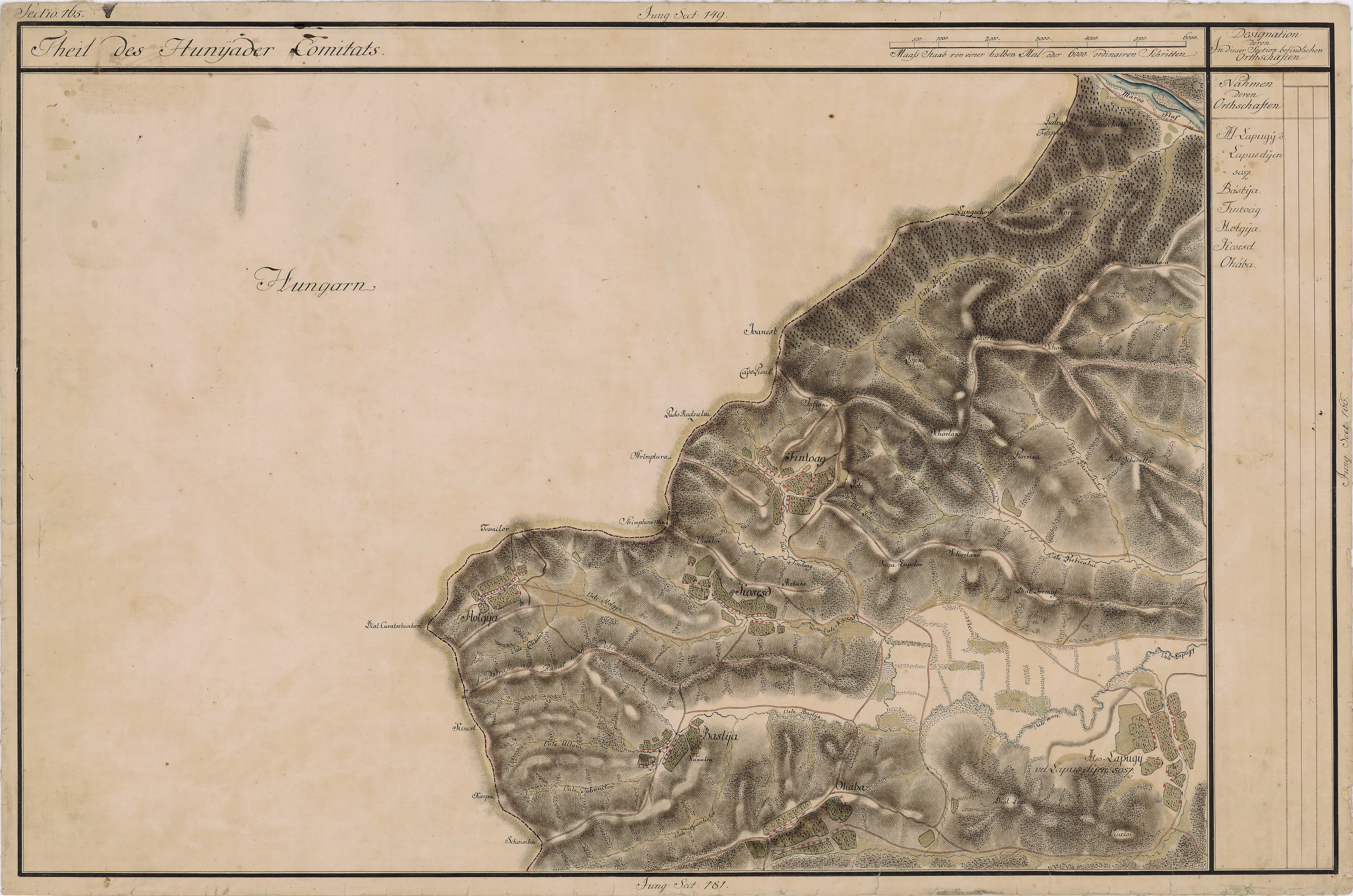
Fintoag în Harta Iosefină a Transilvaniei, 1769-1773